# Freddy Kindell

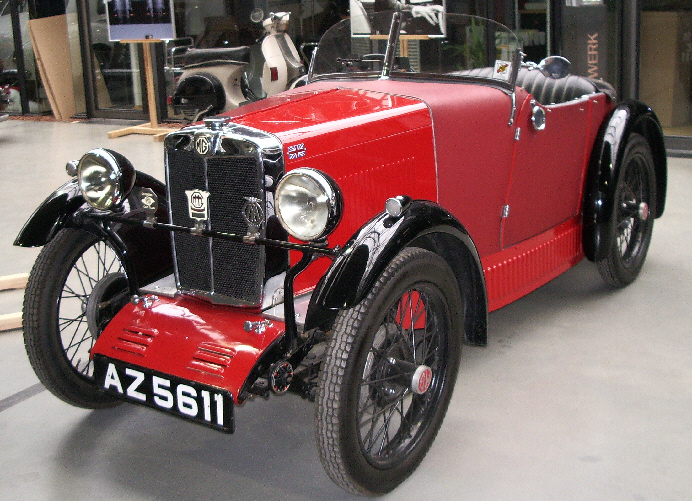
MG M-Type wie in Freddy Kindell beim 24-Stunden-Rennen von Le Mans 1930 fuhr

Frederick Albert „Freddy“ Kindell (* 13. Januar 1892 in London; † 12. Januar 1961 ebenda) war ein britischer Autorennfahrer.

## Karriere
Freddy Kindell war in den 1930er-Jahren zweimal beim 24-Stunden-Rennen von Le Mans am Start. Beide Rennen bestritt er als Teamkollege von Sir Francis Samuelson. 1930 fiel der eingesetzte MG M-Type nach 28 gefahrenen Runden wegen eines Motorschadens aus. 1931 reichte die zurückgelegte Distanz nicht aus, um klassiert zu werden. Sein bestens Ergebnis bei einem Langstreckenrennen war der 16. Gesamtrang beim 24-Stunden-Rennen von Spa-Francorchamps 1930.

## Statistik

### Le-Mans-Ergebnisse
| Jahr | Team                  | Fahrzeug         | Teamkollege       | Platzierung     | Ausfallgrund |
| ---- | --------------------- | ---------------- | ----------------- | --------------- | ------------ |
| 1930 | Francis Samuelson     | MG M-Type        | Francis Samuelson | Ausfall         | Motorschaden |
| 1931 | Sir Francis Samuelson | MG C-Type Midget | Francis Samuelson | nicht klassiert |              |